# Webster-Gletscher
Der Webster-Gletscher ist ein Gletscher im westantarktischen Ellsworthland. In den Founders Peaks der Heritage Range im Ellsworthgebirge fließt er  in hauptsächlich nördlicher Richtung zwischen dem Frazier Ridge und dem Pipe Peak zum Minnesota-Gletscher.
Der United States Geological Survey kartierte ihn anhand eigener Vermessungen und Luftaufnahmen der United States Navy aus den Jahren von 1961 bis 1966. Das Advisory Committee on Antarctic Names benannte ihn 1966 nach Charles W. Webster († 2010), Meteorologe des United States Antarctic Research Program und Mitglied der Überwinterungsmannschaft auf der Wilkes-Station im Jahr 1963.